# Tô Lịch
Tô Lịch (chữ Hán:蘇瀝) là vị thần của sông Tô Lịch (Tô Lịch giang thần). Nhiều khi vị thần này được đồng nhất với thần Long Đỗ - tức vị thần của núi Long Đỗ (núi Nùng); cả hai đều được phong là Thành hoàng của đất Thăng Long xưa.